# Adobe Encore DVD
Adobe Encore (anteriormente chamado de Adobe Encore DVD) é um aplicativo de autoração de DVD fabricado pela Adobe Systems e voltado para produtores de vídeo semi-profissionais. Os arquivos são automaticamente codificados em vídeo MPEG-2 e áudio Dolby Digital. Os menus podem ser criados e editados no Adobe Photoshop e Adobe After Effects. Com o novo lançamento, é vendido junto com o Adobe Premiere Pro CS4.